# Ilex embelioides
Ilex embelioides är en järneksväxtart som beskrevs av Joseph Dalton Hooker. Ilex embelioides ingår i släktet järnekar, och familjen järneksväxter. Inga underarter finns listade i Catalogue of Life.